# Jennifer Maria Ehnert

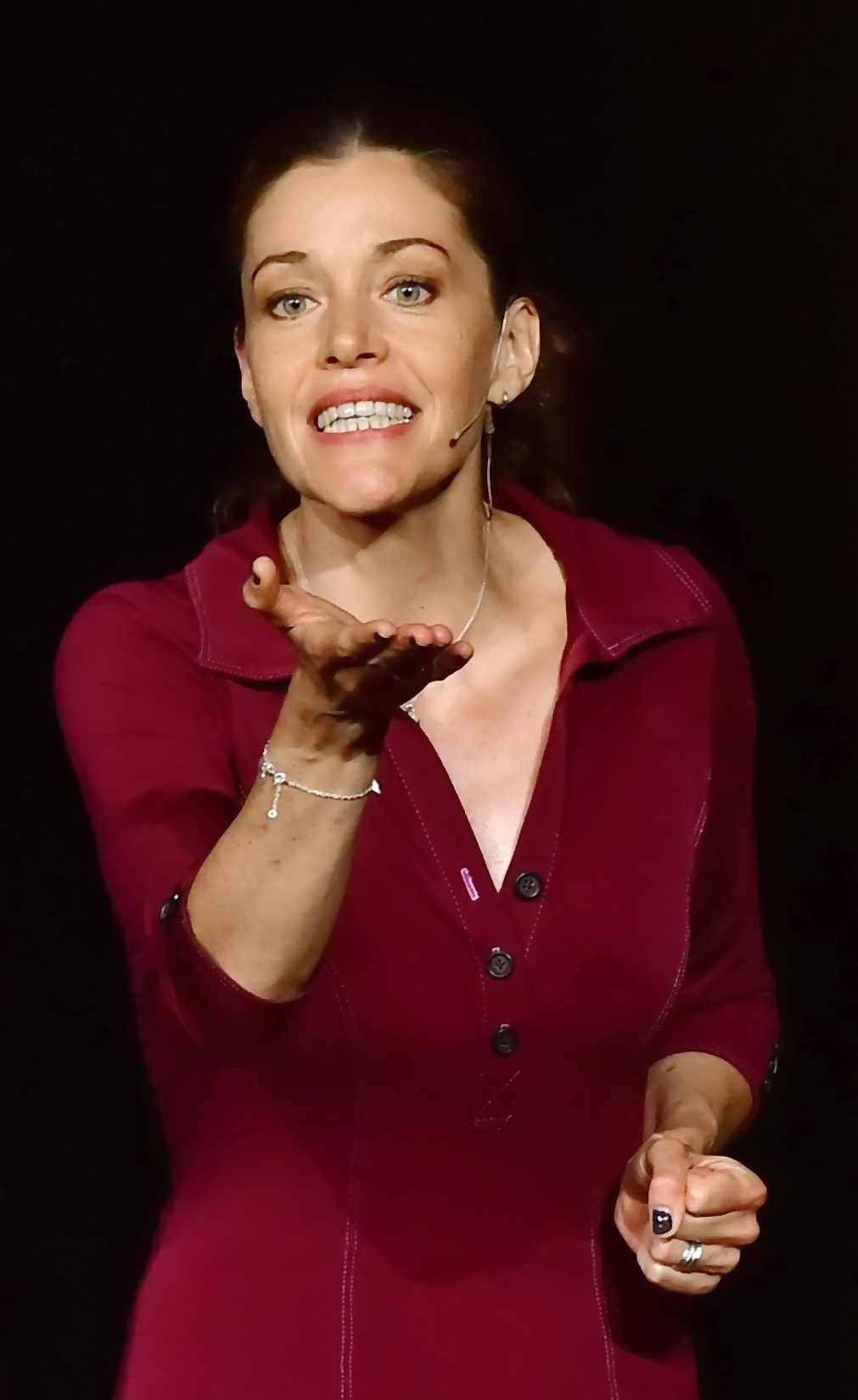
Jennifer Ehnert, 2017

Jennifer Maria Ehnert, geborene Preuss (* 17. Februar 1972 in Hamburg) ist eine deutsche Schauspielerin und ein Werbe-Model.

## Leben
Ihre Schauspielausbildung absolvierte sie von 1994 bis 1998 u. a. am Lee Strasberg Theatre Institute in New York City und 1987 bis 1988 an der Stage School for Music, Dance and Drama in Hamburg.
Neben zahlreichen Theater- und Freilichtbühnenengagements trat Jennifer Preuss auch in mehreren TV-Serien auf, so u. a. im Tatort, im Polizeiruf 110 und in der Reality-Comedy Mein großer, dicker, peinlicher Verlobter.
Einem breiten Publikum ist sie auch als Werbemodel bekannt.
In ihrer Freizeit interessiert sich Ehnert neben dem Reitsport auch für Frauenboxen. Im Jahr 1996 nahm sie in New York an den Golden Gloves-Wettkämpfen für Amateurboxer teil.
Jennifer Maria Ehnert ist verheiratet mit dem Kabarettisten Michael Ehnert. Gemeinsam traten sie seit 2011 mit ihrem ersten gemeinsamen Bühnenprogramm "Küss Langsam" auf, seit 2015 haben sie ihr zweites Programm "Zweikampfhasen". Sie lebt gegenwärtig in Hamburg.

## Filmografie
- 2000: Polizeiruf 110: Die Macht und ihr Preis
- 2001: Ein Zwilling zuviel (Fernsehfilm)
- 2005: Tatort: Ein Glücksgefühl
- 2007: Die Überflüssigen (Fernsehfilm)
- 2009–2010: Da kommt Kalle (Fernsehserie, zwei Folgen)
- 2013: Neues aus Büttenwarder (Fernsehserie, Folge Rendezvous)
- 2020: Notruf Hafenkante (Fernsehserie, Folge Schluss mit lustig!)
- 2023: 2 unter Millionen (Fernsehfilm)